# Valdecarros (metropolitana di Madrid)
Valdecarros è una stazione della metropolitana di Madrid, capolinea sud della linea 1.
Si trova all'intersezione tra Avenida del Ensanche de Vallecas e Gran Vía del Sureste.

## Storia
La stazione è stata inaugurata il 16 maggio 2007 insieme alle stazioni di La Gavia e Las Suertes.
Inizialmente i treni prestavano un servizio ridotto in questa stazione, ma dall'autunno del 2007 tutte le linee arrivano a Valdecarros e l'orario della stazione è stato uniformato a quello di tutta la rete.

## Accessi
Ingresso Valdecarros
- Avda. Ensanche de Vallecas Avenida del Ensanche de Vallecas, 120A (angolo con Avenida de la Gran Vía del Sureste)
- Ascensore Avenida del Ensanche de Vallecas, 120A (angolo con Avenida de la Gran Vía del Sureste)